# Harrie Langman
Hartgert Langman, dit Harrie Langman, né le 23 février 1931 à Akkrum et mot le 1er août 2016 à Drachten, est un homme d'affaires, banquier  et homme politique néerlandais membre du Parti populaire libéral et démocrate (VVD).

## Biographie

### Formation et vie professionnelle
Inscrit à l'université libre d'Amsterdam, il y étudie le droit entre 1947 et 1950, puis l'économie jusqu'en 1951. Il devient alors directeur au secrétariat général de la chaîne de grands magasins Simon de Wit. Il abandonne cette fonction en 1953 pour accomplir son service militaire obligatoire de deux ans.
Il retrouve en 1955 le monde de l'entreprise comme salarié de la direction des chantiers navals de Schelde. Nommé professeur invité en économie de l'entreprise à l'École économique néerlandaise de Rotterdam (NEH) en 1964, il est promu en 1965 de secrétaire à vice-président du conseil d’administration de Schelde.
Il est nommé directeur de la fondation des industries navales en décembre 1967 et professeur en administration des affaires à la NEH en janvier 1970.

### Éphémère ministre de l'Économie
Bien qu'il ait voté le 28 avril 1971 pour le Parti antirévolutionnaire (ARP), il rejoint ensuite le Parti populaire libéral et démocrate. Le 6 juillet suivant, Harrie Langman est nommé à 40 ans ministre des Affaires économiques du premier cabinet de coalition du Premier ministre chrétien-démocrate Barend Biesheuvel. Il est confirmé dans ses fonctions quand Biesheuvel forme un gouvernement temporaire le 9 août 1972.

### Retour dans le privé
Il quitte l'exécutif le 11 mai 1973 et intègre le mois d'après le conseil d'administration de la banque Algemene Bank Nederland (ABN). Il postule sans succès aux élections sénatoriales du 3 juillet 1974 et refuse de devenir sénateur à la Première Chambre des États généraux lorsque l'opportunité se présente en 1976. Il quitte ses fonctions chez ABN en mars 1981.

## Distinctions
- Commandeur de l'ordre du Lion néerlandais